# Cátedra Extraordinaria Italo Calvino
La Cátedra Extraordinaria Italo Calvino pertenece a la Facultad de Filosofía y Letras de la UNAM. Ha sido instituida por la Embajada de Italia en México en 1994, y la titularidad otorgada al escritor italiano se debe a la decisión de la Facultad de Filosofía y Letras. Su finalidad es la de fomentar y ampliar los estudios relativos a la cultura italiana a través de cursos especializados y otras actividades académicas.
Aunque la finalidad específica de las Cátedras Extraordinaria sea la de organizar cursos con profesores invitados y temáticas que trasciendan los estudios de la programación académica, desde 1995 con una periodicidad regular de dos años, como actividad especial, única en el ámbito de las Cátedras Extraordinarias, la Cátedra Calvino celebra un Congreso internacional, que se completa con la edición de memorias seleccionadas.
Los cursos especiales se han realizado también con la regularidad prevista, a partir de 1994 cada dos años; los catedráticos invitados provenientes de México, Italia, Estados Unidos, España, han impartido cursos abiertos no solo a los estudiantes de Letras Italianas de la Facultad de Filosofía y Letras, sino a un amplio público, así como los Congresos han tenido siempre las puertas abiertas a su asistencia.
Finalmente la Cátedra Extraordinaria Italo Calvino organiza mesas redondas, conferencias y exposiciones para recordar fechas especiales para la literatura y la cultura italiana.
Las coordinadoras han sido desde su inicio la Dra. Mariapia Lamberti y la Mtra. Franca Bizzoni. Los coordinadores actuales son la Dra. Sabina Longhitano y el Dr. Fernando Ibarra. 

## Historia
La ceremonia de inauguración, celebrada el 15 de junio de 1994, fue presidida por el Rector de la UNAM, Dr. Sarukhán, y el embajador de Italia en México Dr. Cattani, acompañados por la Dra. Juliana González, directora de la Facultad de Filosofía y Letras.  Los eminentes exponentes de la comunidad académica y cultural mexicana, los escritores Gonzalo Celorio, Hernán Lara y Edmundo Valadés, los filósofos y profesores de la misma Facultad Ramón Xirau y  Alejandro Rossi, y el poeta italo-mexicano Fabio Morabito disertaron sobre la obra de Italo Calvino y su vinculación con la literatura latino americana. 
La primera actividad oficial de la Cátedra fue un curso sobre poesía española italianizante dictado por Antonio Alatorre, entre noviembre de 1994 y enero de 1995. 
El primer encuentro de la Cátedra Extraordinaria Italo Calvino tuvo lugar en 1995, bajo el nombre II Jornadas de Estudios Italianos, pues las primeras, solo nacionales, se habían celebrado un año antes de la institución de la Cátedra por cuenta del Departamento de Letras Italianas. A partir del segundo congreso organizado por la Cátedra (1997), se agregó a “Jornadas” la calificación de “Internacionales”. Hasta la fecha, la Cátedra Extraordinaria Italo Calvino, en los 12 congresos organizados, ha tenido una proyección internacional contando con la participación de académicos procedentes de países como Canadá, Estados Unidos, Cuba, Francia, Bélgica, Chile, Perú, Alemania, España, África Central, Brasil, Argentina, aunque la mayoría de los ponentes proceden de Italia y de distintas universidades mexicanas.
El objetivo de los congresos organizados por la Cátedra Extraordinaria Italo Calvino es el de reunir académicos de todo el mundo que se ocupan de la investigación y enseñanza de la literatura, cultura y lengua italiana para compartir los resultados de sus investigaciones, contribuir a la difusión de la literatura y cultura italianas e impulsar los estudios de italianística en México. Los resultados de cada congreso se materializan en la publicación de un libro que reúne una selección dictaminada de artículos relativos a las ponencias presentadas.
Además de las Jornadas Internacionales, que se llevan a cabo en los años nones, la Cátedra organiza regularmente cursos, seminarios, talleres, conferencias magistrales y mesas redondas sobre temas relevantes de literatura, lengua y cultura italiana, dirigidos principalmente a nuestros profesores y estudiantes pero abiertos a todo los interesados.
En aras de una constante formación y actualización de estudiantes y docentes, la Cátedra ha otorgado becas de apoyo para estancias de estudio en Italia y, en 2008, organizó un viaje de estudio a la Feria del Libro de Guadalajara, cuyo país invitado de honor fue Italia. 

## Actividades organizadas por la cátedra

### Congresos internacionales
El objetivo de los congresos organizados por la Cátedra Extraordinaria Italo Calvino es el de reunir académicos de todo el mundo que se ocupan de la investigación y enseñanza de la literatura, cultura y lengua italiana para compartir los resultados de sus investigaciones, contribuir a la difusión de la literatura y cultura italianas e impulsar los estudios de italianística en México. Los resultados de cada congreso se materializan en la publicación de un libro que reúne una selección dictaminada de artículos relativos a las ponencias presentadas.
- II Jornadas Internacionales de Estudios Italianos: "Palabras, poetas e imágenes de Italia", Facultad de Filosofía y Letras, UNAM, mayo de 1995.
- III Jornadas Internacionales de Estudios Italianos: "Italia: la realidad y la creación", Facultad de Filosofía y Letras, UNAM, mayo de 1997.
- IV Jornadas Internacionales de Estudios Italianos: "La Italia del siglo XX", El Colegio de México, (en coordinación con la Facultad de Filosofía y Letras, UNAM, mayo de 1999.
- V Jornadas Internacionales de Estudios Italianos: "Italia: literatura, pensamiento y sociedad", Facultad de Filosofía y Letras, UNAM, noviembre de 2001.
- VI Jornadas Internacionales de Estudios Italianos: "Italia a través de los siglos: lengua, ideas, literatura", Facultad de Filosofía y Letras, UNAM, octubre de 2003.
- Congreso Internacional: "Petrarca y el petrarquismo en Europa y América", Facultad de Filosofía y Letras, noviembre de 2004.
- VII Jornadas Internacionales de Estudios Italianos: "Italo Calvino y la cultura de Italia", Facultad de Filosofía y Letras, UNAM, septiembre de 2005.
- VIII Jornadas Internacionales de Estudios Italianos: "Italia: la generación 1900-1919" ,Facultad de Filosofía y Letras, UNAM, octubre de 2007.
- IX Jornadas Internacionales de Estudios Italianos: "Italia y los italianos: lengua, literatura e historia", Facultad de Filosofía y Letras, UNAM, noviembre de 2009.
- X Jornadas Internacionales de Estudios Italianos, "Italia: 150 años como nación", Facultad de Filosofía y Letras, UNAM, octubre de 2011.
- XI Jornadas Internacionales de Estudios Italianos,"Giovanni Boccaccio (1313-1375). Influencia y presencia", Facultad de Filosofía y Letras, UNAM, noviembre de 2013.
- XII Jornadas Internacionales de Estudios Italianos: "La crítica literaria en Italia. Dante en sus 750 años de su nacimiento y la Cultura Italiana", Facultad de Filosofía y Letras, UNAM, noviembre de 2015.
- XIII Jornadas Internacionales de Estudios Italianos: "Ariosto: 500 anni del Furioso. Pirandello: 150 anni dalla nascita", Facultad de Filosofía y Letras, UNAM, noviembre de 2017.

### Jornadas, homenajes y conferencias conmemorativas
- Ciclo de conferencias conmemorativas: "Año Leopardiano, 1998. El II Centenario del nacimiento de Giacomo Leopardi", Facultad de Filosofía y Letras, UNAM, 1998.
- Jornadas de Investigación Leopardiana: "Encuentros de escritores mexicanos con Giacomo Leopardi", Facultadad de Filosofía y Letras, UNAM, 9-10 de septiembre de 1998.
- Jornadas de Estudios en el Cuarto Centenario de la muerte de Giordano Bruno, Facultad de Filosofía y Letras, UNAM, octubre de 2000.
- Jornada en homenaje a Franca Bizzoni, Facultad de Filosofía y Letras, UNAM, septiembre de 2007.
- Jornadas conmemorativas: "Italia: 150 años de independencia y unidad", Facultad de Filosofía y Letras, UNAM, abril de 2010.
- Jornadas conmemorativas: "Jornadas en memoria de Cesare Pavese" Facultad de Filosofía y Letras, UNAM, abril de 2011.

### Cursos especiales
- El primer evento organizado por la Cátedra Extraordinaria Italo Calvino fue un encuentro académico convocado a través del I Curso de la Cátedra titulado "Poesía española italianizante del Siglo de Oro: imitaciones, traducciones, parodias" impartido por el filólogo Antonio Alatorre entre noviembre de 1994 y enero de 1995 en la Facultad de Filosofía y Letras de la UNAM.
- II Curso: "La narrativa italiana contemporanea dal 1945 ai nostri giorni" impartido por el crítico literario Alfonso Berardinelli, Facultad de Filosofía y Letras, UNAM, 5-21 de septiembre de 1995.
- III Curso: "Calvino, lector de Borges" dirigido por María José Calvo Montoro de la Universidad de Castilla-La Mancha, Facultad de Filosofía y Letras, UNAM, 20 mayo- 6 de junio de 1996.
- IV Curso: "Storia d'Italia dall'unitá nazionale ad oggi" impartido por Paolo Riguzzi  de El Colegio de México y Riccardo Forte del Colegio Mexiquense, Facultad de Filosofía y Letras, UNAM, 6 de septiembre de 1996 - 17 de enero de 1997.
- V Curso: "Leopardi: i Canti. Percorso ideologico e testuale" dictado por el crítico y académico Marco Santagata de la Università di Pisa, Facultad de Filosofía y Letras, UNAM, 8 - 16 de junio de 1998.
- VI Curso: "Italiano e spagnolo: analisi contrastiva", impartido por Manuel Carrera Díaz de la Universidad de Sevilla, en el Instituto Italiano de Cultura de la Ciudad de México organizado por la Facultad de Filosofía y Letras, 1-11 de junio de 1999.
- VII Curso: "La filosofia di Leopardi", impartido por Franco Brioschi de la Università di Milano, en la Facultad de Filosofía y Letras, UNAM, 13 - 21 de junio de 2001.
- VIII Curso: "La poesia di Mario Luzi", impartido por Alfredo Luzi de la Università di Macerata. Facultad de Filosofía y Letras, UNAM, 28 mayo - 6 de junio de 2003.
- IX Curso: "Scrittrici italiane del Novecento", impartido por Marina Zancan de la Università La Sapienza di Roma, Facultad de Filosofía y Letras, UNAM, 31 mayo - 10 de junio de 2004.
- X Curso: "Rapporti dialogici tra Cervantes e Ariosto", impartido por Aldo Ruffinatto  de la Università di Torino, Facultad de Filosofía y Letras, UNAM, 11 - 15 de abril de 2005.
- XI Curso: "Tipologia e Linguistica testuale", impartido por Marco Mazzoleni de la Università di Bologna, Facultad de Filosofía y Letras, UNAM, 23 - 31 de octubre de 2006
- XII Curso: "La generazione letteraria 1900-1910: Poesia, Narrativa, Saggistica" impartido por el crítico literario Alfonso Berardinelli, Facultad de Filosofía y Letras, UNAM, 22-26 de octubre de 2007.
- XIII Curso: "Allakatalla. Lingua, poesia e canzoni siciliane, dal Regale Solium di Federico II di Svevia ai nostri giorni (quando la parola si fa poesia e la poesia canto)" impartido por el profesor Alfio Patti, Facultad de Filosofía y Letras, UNAM, 22-31 de octubre de 2012.
- XIV Curso: "L’originalità della storia della lingua italiana nel quadro romanzo" a cargo de Maria Cecilia Casini de la Universidade de Sao Paouo, Facultad de Filosofía y Letras, UNAM, 15-19 de febrero de 2016.
- XV Curso: "Silone e Gramsci: ombre sugli eroi" impartido por el académico Dario Biocca de la Università di Perugia, Facultad de Filosofía y Letras, UNAM, 7, 9 y 11 de noviembre de 2016.
- XVI Curso: “Il proprio e l’estraneo nella traduzione letteraria” impartido por la profesora Franca Cavagnoli de la Università degli Studi di Milano, Facultad de Filosofía y Letras, UNAM, 8-12 de octubre de 2018.

## Índice de publicaciones
- Berardinelli, Alfonso, 50 anni di letteratura italiana / 50 años de literatura italiana (bilingüe), Mariapia Lamberti y Franca Bizzoni (eds.), México, Cátedra Extraordinaria Italo Calvino, UNAM, 1996 (Cuaderno 1 de la Cátedra Calvino), 98 pp., ISBN 968-36-5063-5.[1]
- Mariapia Lamberti y Franca Bizzoni (eds.), Palabras, poetas e imágenes de Italia. II Jornadas de Estudios Italianos, México, Cátedra Extraordinaria Italo Calvino, UNAM, 1997.[2]

- Mariapia Lamberti y Franca Bizzoni (eds.), Italia: la realidad y la creación, México, Cátedra Extraordinaria Italo Calvino, UNAM, 1999, 313 pp., ISBN 968-36-7025-3.[3]
- Mariapia Lamberti y Franca Bizzoni (eds.), La Italia del siglo XX. IV Jornadas Internacionales de Estudios Italianos, México, Cátedra Extraordinaria Italo Calvino, UNAM, 2001.[4]
- Mariapia Lamberti y Franca Bizzoni (eds.), Italia: literatura, pensamiento y sociedad. V Jornadas Internacionales de Estudios Italianos, México, Cátedra Extraordinaria Italo Calvino, UNAM, 2003.[5]
- Mariapia Lamberti y Franca Bizzoni (eds.), Italia a través de los siglos. Lengua, Ideas, Literatura. VI Jornadas Internacionales de Estudios Italianos, México, Cátedra Extraordinaria Italo Calvino, UNAM, 2005.[6]
- Mariapia Lamberti (ed.), Petrarca y el petrarquismo en Europa y América. Actas del Congreso Internacional (México, 18-23 noviembre 2004), México, Cátedra Extraordinaria Italo Calvino, UNAM, 2006.[7]
- Mariapia Lamberti y Franca Bizzoni (eds.), Italo Calvino y la cultura de Italia. VII Jornadas Internacionales de Estudios Italianos, México, Cátedra Extraordinaria Italo Calvino, UNAM, 2007.[8]
- Mariapia Lamberti y Franca Bizzoni (eds.), Italia y la generación 1900-1910. VIII Jornadas Internacionales de Estudios Italianos, México, Cátedra Extraordinaria Italo Calvino, UNAM, 2009.[9]
- Mariapia Lamberti y Fernando Ibarra (eds.), Italia y los italianos: lengua, literatura e historia. IX Jornadas Internacionales de Estudios Italianos, México, Cátedra Extraordinaria Italo Calvino, UNAM, 2011.[10]
- Mariapia Lamberti, Fernando Ibarra y Sabina Longhitano (eds.), Italia: 150 años como nación. X Jornadas Internacionales de Estudios Italianos, México, Cátedra Extraordinaria Italo Calvino, UNAM, 2013.[11]